# Cristalândia do Piauí

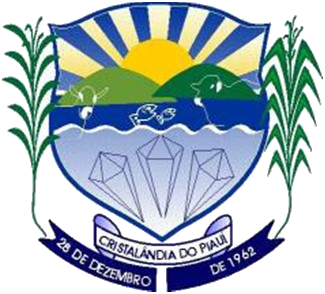
Blason de Cristalândia do Piauí.

Cristalândia do Piauí est une municipalité brésilienne située dans l'État du Piauí.